# Dynjandi
Dynjandi es una cascada situada en el fiordo Arnarfjörður de la región de Vestfirðir, al noroeste de Islandia, También se le conoce como Fjallfoss (cascada de montaña) y es la más grande de los Fiordos del Oeste. Además es considerada una de las cascadas más impresionantes y bonitas del país.
Lo compone una serie de siete saltos y tiene una altura total de 100 metros, por cerca de 30 de largo en la parte más alta, y de 60 en la base. En verano vierte entre 2 y 8 metros cúbicos por segundo, mientras que en inverno el caudal se divide por la mitad.

## Acceso
El acceso se realiza principalmente por carretera, siguiendo la ruta Vestfjarðavegur (carretera 60) que recorre gran parte de los Fiordos del Oeste y que pasa por muchas otras cascadas. El viaje desde Reikiavik hasta Dynjandi es de unas 5 horas en coche, mientras que desde Ísafjörður, la mayor ciudad de la zona, se requieren aproximadamente 1.5 horas. 
Junto a la carretea hay un parking gratuito habilitado con dos baños públicos. En el parking está prohibido pernoctar salvo que seas un cicloturista o estés haciendo ruta a pie. Desde el parking inicia un sendero bien marcado y bien habilitado que conduce hasta la base de la cascada pasando por distintos miradores que permiten apreciar su magnitud desde diferentes perspectivas.

## Características
El agua de la cascada Dynjandi proviene del río Dynjandivötn, que se origina en un pequeño lago glaciar ubicado en las montañas circundantes. Este río fluye a través de un valle irregular cubierto de musgo y rocas, formando otros saltos de agua como la cascada Kálfeyrarfoss, mientras recoge agua de deshielos y lluvias que se filtran de las montañas cercanas y terminan culminando en la cascada Dynjandi.